# Ludolf I. von Dassel
Ludolf I. von Dassel (* um 1115; † nach 1166) war Graf von Dassel (urkundlich 1153–1166).
Sein Vater war Graf Reinold I. von Dassel. Sein jüngerer Bruder war der Kölner Erzbischof Rainald von Dassel.
Er war mindestens zweimal bei Kaiser Friedrich Barbarossa in Goslar. Vermutlich starb auch er, wie sein Bruder Rainald, auf dem Feldzug von Friedrich Barbarossa 1167 in Italien an Malaria (Sumpffieber) oder an Ruhr.

## Ehe und Kinder
Möglicherweise heiratete er Mechthild von Schauenburg-Holstein, Tochter von Adolf I. und Hildewa. Seine eigenen Kinder sind:
- Ludolf II. von Dassel
- Adolf I. von Dassel (* um 1155/60).
- Sophia ⚭ Bernhard II. von Wölpe
- eventuell Haseke